# 1910 au théâtre
| Années du théâtre : 1907 - 1908 - 1909 - 1910 - 1911 - 1912 - 1913    |
| Décennies du théâtre : 1880 - 1890 - 1900 - 1910 - 1920 - 1930 - 1940 |

Cet article présente les faits marquants de l'année 1910 au théâtre.

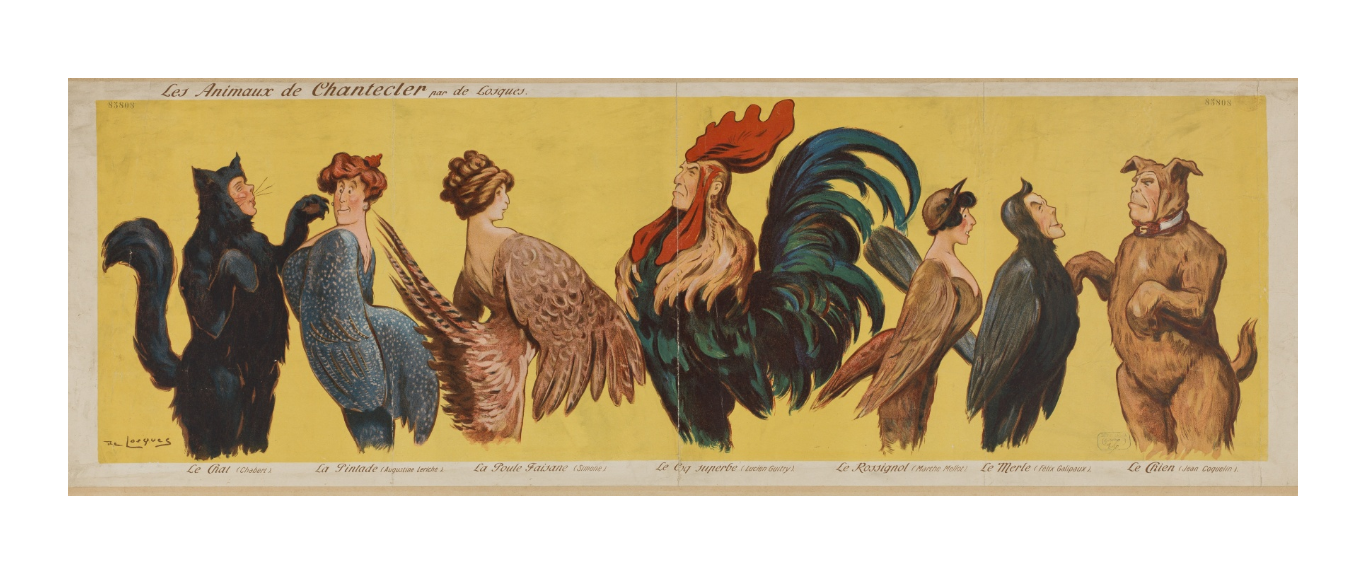
Les Animaux de Chantecler par Daniel de Losques. Le chat (Chabert). La pintade (Augustine Leriche). La poule faisane (Madame Simone). Le coq superbe (Lucien Guitry). Le rossignol (Marthe Mellot) le merle (Félix Galipaux) Le chien (Jean Coquelin)

## Pièces de théâtre représentées
- 12 février : Chantecler, d'Edmond Rostand, au Théâtre de la Porte-Saint-Martin, avec Lucien Guitry
- 12 avril : On purge bébé de Georges Feydeau, au Théâtre des Nouveautés
- 12 mars : L'École des ménages d'Honoré de Balzac par André Antoine, au Théâtre de l'Odéon

## Naissances
- 23 juin : Jean Anouilh, dramaturge et scénariste français († 3 octobre 1987).
- 8 septembre : Jean-Louis Barrault.
- 20 octobre : Irena Górska-Damięcka, actrice, metteur en scène et directrice de théâtre polonaise († 1er janvier 2008).